# Jean-François O'Mahony
Pour les articles homonymes, voir O'Mahony.

Armes des O'Mahony

Le comte Jean-François O'Mahony (né le 7 octobre 1772 à Calais et mort le 8 juin 1842 à Boulogne-sur-Mer) était un général français d'origine irlandaise, chevalier de l'ordre de Saint-Louis, qui fit carrière dans l'armée française de 1787 à la Seconde Restauration.

## États de service
Il entre à 15 ans comme cadet au régiment irlandais de Dillon où son père était lieutenant-colonel. Sous-lieutenant en 1787, il émigre en 1791 avec les officiers de son régiment, est nommé capitaine l'année suivante et fait la campagne de Champagne sous les ordres des princes.
Passé en Irlande après la dislocation de l'armée en 1793, il rentre l'année suivante et sert jusqu'en 1798 dans la brigade irlandaise de Walsh. Il fait les campagnes aux Indes occidentales en 1796 et 1797 et passe au régiment allemand de la Reine avec lequel il fait les campagnes de Méditerranée (1799-1800) et d'Égypte (1801-1802) au cours de laquelle il fut blessé à Alexandrie et décoré du croissant turc.
Nommé chef de bataillon en 1809, il fait les campagnes de 1809, 1810 et 1811 aux armées d'Espagne et du Portugal. Il est major du régiment irlandais en 1812, colonel de ce même régiment (devenu le 3e Etranger) en 1813. Il était à Anvers pendant le blocus de 1814. Ayant manifesté ses sentiments pour les Bourbons, il est suspendu et emprisonné pendant 6 semaines avant d'être exilé pour avoir voulu entraîner son régiment dans la cause royale. En 1815 il est breveté colonel par le roi mais démissionne au retour de Napoléon. Colonel de la Légion de Haute-Loire cette même année.
Maréchal des camps en 1823, il commande la 2e brigade de la division de Cadix et est nommé inspecteur général de l'Infanterie pour les 14 et 15e division militaires en 1825. Il décède à Boulogne en 1842, âgé de 70 ans.
Il avait été fait chevalier de l'ordre de Saint-Louis le 3 août 1814 par le duc de Berry, était commandeur de la Légion d'honneur, portait la plaque de grand croix de l'Ordre de Saint-Ferdinand d'Espagne, la décoration du croissant et le Lys.

## Famille
Cousin des lieutenants généraux Daniel O'Mahony et Barthélemy O'Mahony
Marié le 12 juin 1815 à Paris avec Anne Eugénie Clémentine de Power, dont sont issus Julie et Ernest, comte O'Mahony.